# Verein für Raumschiffahrt
La Verein für Raumschiffahrt (VfR, Sociedad para viajes espaciales) fue una asociación alemana de aficionados a los cohetes anterior a la Segunda Guerra Mundial y que incluía miembros de fuera de Alemania. Fue fundada en 1927 por Johannes Winkler, con Max Valier y Willy Ley luego de su participación como asesores expertos para la primera película de ciencia ficción de Fritz Lang, Frau im Mond (La mujer en la luna) e incluyó al alemán-rumano Hermann Julius Oberth. 
Los viajes espaciales y los cohetes habían ganado popularidad en la Europa Central de habla alemana después de la publicación en junio de 1923 del libro de Oberth  Die Rakete zu den Planetenräumen  (El cohete en el espacio interplanetario). 
A principios de 1930, varios miembros realizaron experimentos con cohetes de combustible líquido y la propia sociedad fundó el Raketenflugplatz (Rocketport) de Berlín en el otoño de 1930. Sobrevivió hasta que el gobierno nazi lo cerró en 1934.
Varios miembros de esta sociedad, especialmente Wernher von Braun, fueron importantes para el desarrollo de cohetes del ejército alemán, lo que llevó al misil V-2 en la Segunda Guerra Mundial. Él y otros se convirtieron en importantes ingenieros de cohetes en los Estados Unidos después de la guerra.